# Cereus herpetodes
Cereus herpetodes är en havsanemonart som först beskrevs av McMurrich 1904.  Cereus herpetodes ingår i släktet Cereus och familjen Sagartiidae. Inga underarter finns listade i Catalogue of Life.